# Einsatzgruppe VI

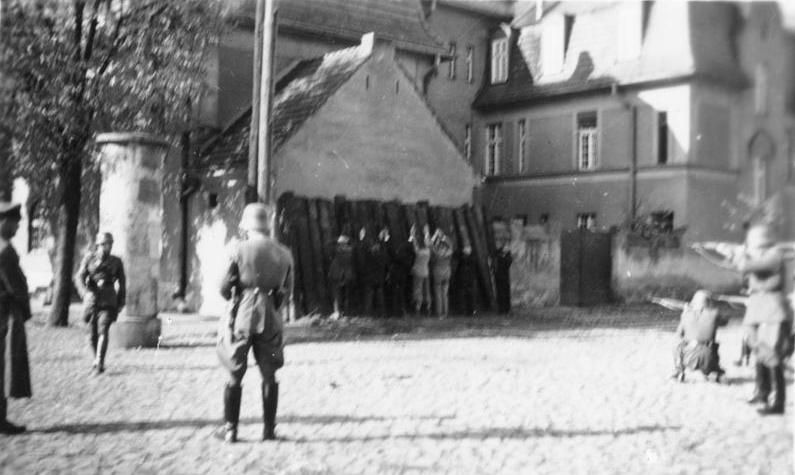
Egzekucja przez EG VI powstańców wielkopolskich w Kórniku. Rozstrzelanie Kazimierza Finke, Ksawerego Lehmanna, Wojciecha Niemira oraz Józefa Sterna - 20.10.1939

Einsatzgruppe VI (niem. Einsatzgruppe VI der Sicherheitspolizei und des SD, w skrócie EG VI) – jedna z sześciu niemieckich grup operacyjnych działających na terenie okupowanej Polski jesienią 1939. Terenem operacyjnym EG VI była Wielkopolska.

## Struktura dowodzenia
- Einsatzgruppe VI (dowódca – SS-Oberführer Erich Naumann, zastępca standartenführer Walter Poltzelt)[2].
  - Einsatzkommando 1/VI: SS-Sturmbannführer Gerhard Flesch
  - Einsatzkommando 2/VI: SS-Sturmbannführer Franz Sommer

## Historia
EG VI utworzona została z opóźnieniem w stosunku do innych grup operacyjnych działających w okupowanej Polsce we wrześniu 1939 roku. 11 września rozpoczęła operowanie w powiatach Nowy Tomyśl i Międzychód, a dzień później zajęła Poznań, gdzie ulokowano centralę. Grupa operacyjna utworzyła na terenie Wielkopolski szereg posterunków oraz filii. Od 13 września istniał posterunek w Szamotułach.
Einsatzkommando 1/VI od 14 września utrzymywało swoje posterunki w Poznaniu, Krotoszynie, Kępnie, a także w Lesznie, Wolsztynie, Kościanie, Gostyniu oraz Rawiczu.